# Pill and Easton-in-Gordano
Pill and Easton-in-Gordano är en civil parish i North Somerset i Storbritannien.   Den ligger i grevskapet Somerset och riksdelen England, i den södra delen av landet, 180 km väster om huvudstaden London. Området består av byarna Pill och Easton-in-Gordano och har 4 828 invånare (2011).